# Säsong 27 av Simpsons
Säsong 27 är den 27:e säsongen av Simpsons, och sändes mellan 27 september 2015 och 22 maj 2016 på Fox i USA. I början av maj 2015 meddelade Fox att både en 27:e och en 28:e säsong av Simpsons skulle produceras.

## Lista över avsnitt
| Nr | Titel                                   | Regissör                                 | Författare                                            | Sändes på Fox     | Svensk tv-premiär | Produktkod |
| --- | --------------------------------------- | ---------------------------------------- | ----------------------------------------------------- | ----------------- | ----------------- | ---------- |
| 575 - 1 | "Every Man's Dream"                     | Matthew Nastuk                           | J. Stewart Burns                                      | 27 september 2015 | 18 januari 2016   | TABF14     |
| Homer och Marge separerar på prov och Homer börjar dejta en apotekare. Gästskådespelare: Adam Driver, Allison Williams, Laura Ingraham, Lena Dunham, Jemima Kirke och Zosia Mamet. |                                         |                                          |                                                       |                   |                   |            |
| 576 - 2 | "Cue Detective"                         | Timothy Bailey                           | Joel H. Cohen                                         | 4 oktober 2015    | 25 januari 2016   | TABF17     |
| Homer köper en grill, men inför en matlagningstävling som han ska delta i stjäl någon grillen. Gästskådespelare: Alton Brown, Ben Schwartz, Bobby Moynihan och Edward James Olmos. |                                         |                                          |                                                       |                   |                   |            |
| 577 - 3 | "Puffless"                              | Rob Oliver                               | J. Stewart Burns                                      | 11 oktober 2015   | 1 februari 2016   | TABF19     |
| Selma och Patty slutar att röka men efter att Selma får ett återfall flyttar Patty in till Homer och Marge. Maggie hjälper till att rädda djur från Cletus. Gästskådespelare: Jon Lovitz och Yo-Yo Ma. |                                         |                                          |                                                       |                   |                   |            |
| 578 - 4 | "Halloween of Horror"                   | Mike B. Anderson                         | Carolyn Omine                                         | 18 oktober 2015   | 8 februari 2016   | TABF22     |
| Lisa blir rädd för Halloween och familjen Simpson slutar att fira Halloween efter ett besök på Krustyland. Gästskådespelare: Blake Anderson och Nick Kroll. |                                         |                                          |                                                       |                   |                   |            |
| 579 - 5 | "Treehouse of Horror XXVI"              | Uneven Shteven Moore (Steven Dean Moore) | Joel Cohen's Credit 2: The Squeakquel (Joel H. Cohen) | 25 oktober 2015   | 15 februari 2016  | TABF18     |
| Wanted: Dead, Then Alive: Sideshow Bob dödar Bart och återupplivar honom så att han kan döda honom igen. Homerzilla: En gammal japansk man matar ett sjömonster och efter att han dött och monstret inte får mat längre börjar monstret förstöra Japan. Telepaths of Glory: Milhouse, Bart och Lisa är och filmar då de letar fjärilar, de faller ner i en grop där Maggie, Lisa och Milhouse får superkrafter från radioaktivitetstrålning. Gästskådespelare: Kilmer Ghoulsman (Kelsey Grammer) och Chris "Scrat" Wedge (Chris Wedge). |                                         |                                          |                                                       |                   |                   |            |
| 580 - 6 | "Friend with Benefit"                   | Matthew Faughnan                         | Rob LaZebnik                                          | 8 november 2015   | 22 februari 2016  | TABF21     |
| Lisa blir vän med Harper som kommer från en rik familj och hon börjar bjuda Lisa och hennes familj på aktiviteter som de aldrig skulle ha råd med Gästskådespelare: David Copperfield och Kristen Bell. |                                         |                                          |                                                       |                   |                   |            |
| 581 - 7 | "Lisa with an 'S'"                      | Bob Anderson                             | Stephanie Gillis                                      | 22 november 2015  | 29 februari 2016  | TABF20     |
| Lisa åker på turné med Laney Fontaine efter att Homer är skyldig henne 5000 dollar under en månad. Familjen saknar henne och vill ta tillbaka henne. |                                         |                                          |                                                       |                   |                   |            |
| 582 - 8 | "Paths of Glory"                        | Steven Dean Moore                        | Michael Ferris                                        | 6 december 2015   | 7 mars 2016       | VABF01     |
| Lisa försöker återupprätta Amelia Vanderbuckles rykte. Bart hittar hennes dagbok och efter att han läser upp den för Ralph ser han till att Bart blir intagen till psyket. |                                         |                                          |                                                       |                   |                   |            |
| 583 - 9 | "Barthood"                              | Rob Oliver                               | Dan Greaney                                           | 13 december 2015  | 14 mars 2016      | VABF02     |
| Barts uppväxt från sex års ålder till efter gymnasiet. Han får mycket hjälp av farfar, lär sig köra bil, och träffar flera flickvänner. |                                         |                                          |                                                       |                   |                   |            |
| 584 - 10 | "The Girl Code"                         | Chris Clements                           | Rob LaZebnik                                          | 3 januari 2016    | 21 mars 2016      | VABF03     |
| Homer börjar jobba som diskare på en grekisk restaurang. Lisa och hennes nya vänner skapar en app som hindrar folk att posta saker på nätet som de inte ska. Gästskådespelare: Kaitlin Olson och Stephen Merchant. |                                         |                                          |                                                       |                   |                   |            |
| 585 - 11 | "Teenage Mutant Milk-Caused Hurdles"    | Timothy Bailey                           | Joel H. Cohen                                         | 10 januari 2016   | 28 mars 2016      | VABF04     |
| Bart och Lisa dricker mjölk med hormonämnen i, Bart får skägg och Lisa finnar. Bart får en ny vikarie som både han och rektorn blir kära i Gästskådespelare: Sofía Vergara. |                                         |                                          |                                                       |                   |                   |            |
| 586 - 12 | "Much Apu About Something"              | Bob Anderson                             | Michael Price                                         | 17 januari 2016   | 4 april 2016      | VABF05     |
| Apus bror, Sanjay ger bort sin andel i Kwik-E-Mart-butiken till sin son Jamshed som gör om butiken. Gästskådespelare: Utkarsh Ambudkar. |                                         |                                          |                                                       |                   |                   |            |
| 587 - 13 | "Love Is in the N2-O2-Ar-CO2-Ne-He-CH4" | Mark Kirkland                            | John Frink                                            | 14 februari 2016  | 26 september 2016 | VABF07     |
| Professor Frink skapar en dryck som gör honom attraktiv. Marge, Bart och Lisa firar Alla hjärtans dag med farfar. Gästskådespelare: Glenn Close. |                                         |                                          |                                                       |                   |                   |            |
| 588 - 14 | "Gal of Constant Sorrow"                | Matthew Nastuk                           | Carolyn Omine                                         | 21 februari 2016  | 3 oktober 2016    | VABF06     |
| Bart och Lisa bjuder hem en hemlös kvinna som är en bra sångare. Homer murar in katten i huset. Gästskådespelare: Bob Boilen, Kate McKinnon, Kelsey Grammer och Natalie Maines. |                                         |                                          |                                                       |                   |                   |            |
| 589 - 15 | "Lisa the Veterinarian"                 | Steven Dean Moore                        | Dan Vebber                                            | 6 mars 2016       | 10 oktober 2016   | VABF08     |
| Lisa blir veterinär efter att ha gjort hjärt- och lungräddning på en tvättbjörn, men ångrar det då en hamster dör. Marge börjar hjälpa polisen att städa. Gästskådespelare: Michael York. |                                         |                                          |                                                       |                   |                   |            |
| 590 - 16 | "The Marge-ian Chronicles"              | Chris Clements                           | Brian Kelley                                          | 13 mars 2016      | 17 oktober 2016   | VABF09     |
| Lisa anmäler sig för en expedition till mars. Familjen gillar inte det och försöker få henne att ändra sig. Gästskådespelare: Jon Wurster och Tom Scharpling. |                                         |                                          |                                                       |                   |                   |            |
| 591 - 17 | "The Burns Cage"                        | Rob Oliver                               | Rob LaZebnik                                          | 3 april 2016      | 24 oktober 2016   | VABF10     |
| Waylon Smithers börjar leta efter en pojkvän. Milhouse medverkar i skolans uppsättning av Casablanca så att han kan vara med Lisa Gästskådespelare: George Takei. |                                         |                                          |                                                       |                   |                   |            |
| 592 - 18 | "How Lisa Got Her Marge Back"           | Bob Anderson                             | Jeff Martin                                           | 10 april 2016     | 31 oktober 2016   | VABF11     |
| Lisa och Marge tar en weekend till Capital City för att medverka i en musikal. Bart och Maggie börjar busa tillsammans. Gästskådespelare: Andrew Rannells. |                                         |                                          |                                                       |                   |                   |            |
| 593 - 19 | "Fland Canyon"                          | Michael Polcino                          | J. Stewart Burns                                      | 24 april 2016     | 7 november 2016   | VABF12     |
| Homer berättar en historia om när familjen besökte Grand Canyon med familjen Flanders. |                                         |                                          |                                                       |                   |                   |            |
| 594 - 20 | "To Courier with Love"                  | Timothy Bailey                           | Bill Odenkirk                                         | 8 maj 2016        | 14 november 2016  | VABF14     |
| Familjen Simpson åker till Paris efter att Homer blivit kurir och ska ta en väska dit. Gästskådespelare: Jay Leno. |                                         |                                          |                                                       |                   |                   |            |
| 595 - 21 | "Simprovised"                           | Matthew Nastuk                           | John Frink                                            | 15 maj 2016       | 21 november 2016  | VABF13     |
| Homer håller ett tal på jobbet utan manus och börjar hjälp andra hålla tal. Marge och Bart bygger om trädkojan. |                                         |                                          |                                                       |                   |                   |            |
| 596 - 22 | "Orange Is the New Yellow"              | Matthew Faughnan                         | Eric Horsted                                          | 22 maj 2016       | 28 november 2016  | VABF15     |
| Marge hamnar i fängelset då Bart besökt stadsparken utan en vuxen, och Homer får ta hand om hushållet. Gästskådespelare: Kevin Michael Richardson. |                                         |                                          |                                                       |                   |                   |            |

### Fotnoter
1. ↑  Wille Wilhelmsson (5 maj 2015). ”Klart för två nya säsonger av The Simpsons”. Feber. http://feber.se/film/art/326455/klart_fr_tv_nya_ssonger_av_the/. Läst 23 september 2016.